# Denhama austrocarinata
Denhama austrocarinata är en insektsart som först beskrevs av Daniel Otte och Brock 2005.  Denhama austrocarinata ingår i släktet Denhama och familjen Phasmatidae. Inga underarter finns listade i Catalogue of Life.